# Rukomet na OI 1976. – muškarci
Muški rukometni olimpijski turnir 1976. odigrao se od 18. do 28. srpnja. Branitelj naslova bila je Jugoslavija, a svoj prvi naslov osvojio je Sovjetski Savez. Tunis se povukao nakon dvije utakmice i zabilježeno mu je posljednje mjesto. 

## Glavni turnir

### Skupina A
|    | Reprezentacija   | Bod. | Ut. | Pob. | N. | Por. | Pos. | Pri. | RP  |
| -- | ---------------- | ---- | --- | ---- | -- | ---- | ---- | ---- | --- |
| 1. | SSSR             | 8    | 5   | 4    | 0  | 1    | 111  | 77   | +34 |
| 2. | Istočna Njemačka | 8    | 5   | 4    | 0  | 1    | 97   | 76   | +21 |
| 3. | Jugoslavija      | 8    | 5   | 4    | 0  | 1    | 110  | 93   | +17 |
| 4. | Danska           | 4    | 5   | 2    | 0  | 3    | 92   | 102  | -10 |
| 5. | Japan            | 2    | 5   | 1    | 0  | 4    | 96   | 111  | -15 |
| 6. | Kanada           | 0    | 5   | 0    | 0  | 5    | 75   | 122  | -47 |

18. srpnja 1976.
|  | SSSR             | 26:16 | Japan  |  |
|  | Jugoslavija      | 22:18 | Kanada |  |
|  | Istočna Njemačka | 18:14 | Danska |  |

20. srpnja 1976.
|  | Istočna Njemačka | 19:16 | Japan  |  |
|  | Jugoslavija      | 25:17 | Danska |  |
|  | SSSR             | 25:9  | Kanada |  |

22. srpnja 1976.
|  | Jugoslavija      | 20:18 | SSSR   |  |
|  | Istočna Njemačka | 26:11 | Kanada |  |
|  | Danska           | 21:17 | Japan  |  |

24. srpnja 1976.
|  | Danska      | 24:18 | Kanada           |  |
|  | SSSR        | 18:16 | Istočna Njemačka |  |
|  | Jugoslavija | 26:22 | Japan            |  |

26. srpnja 1976.
|  | Istočna Njemačka | 18:17 | Jugoslavija |  |
|  | Japan            | 25:19 | Kanada      |  |
|  | SSSR             | 24:16 | Danska      |  |

### Skupina B
|    | Reprezentacija | Bod. | Ut. | Pob. | N. | Por. | Pos. | Pri. | RP  |
| -- | -------------- | ---- | --- | ---- | -- | ---- | ---- | ---- | --- |
| 1. | Rumunjska      | 7    | 4   | 3    | 1  | 0    | 91   | 71   | +20 |
| 2. | Poljska        | 6    | 4   | 3    | 0  | 1    | 80   | 71   | +9  |
| 3. | Mađarska       | 4    | 4   | 2    | 0  | 2    | 92   | 82   | +10 |
| 4. | Čehoslovačka   | 3    | 4   | 1    | 1  | 2    | 85   | 82   | +3  |
| 5. | SAD            | 0    | 4   | 0    | 0  | 4    | 80   | 122  | -42 |
| 6. | Tunis          | /    | /   | /    | /  | /    | /    | /    | /   |

18. srpnja 1976.
|  | Rumunjska    | 23:18   | Mađarska |  |
|  | Čehoslovačka | 28:20   | SAD      |  |
|  | Poljska      | /26:12/ | Tunis    |  |

20. srpnja 1976.
|  | Čehoslovačka | /(21:9)/ | Tunis    |  |
|  | Rumunjska    | 32:19    | SAD      |  |
|  | Poljska      | 18:16    | Mađarska |  |

22. srpnja 1976.
|  | Mađarska  | 36:21     | SAD          |  |
|  | Poljska   | 21:18     | Čehoslovačka |  |
|  | Rumunjska | neodržano | Tunis        |  |

24. srpnja 1976.
|  | Poljska   | 26:20     | SAD          |  |
|  | Mađarska  | neodržano | Tunis        |  |
|  | Rumunjska | 19:19     | Čehoslovačka |  |

26. srpnja 1976.
|  | Mađarska  | 22:20     | Čehoslovačka |  |
|  | Rumunjska | 17:15     | Poljska      |  |
|  | SAD       | neodržano | Tunis        |  |

### Utakmice za plasman
12. mjesto
- Tunis

11. mjesto
- Kanada

27. srpnja 1976.
za 9. mjesto
- Japan -  SAD 27:20

za 7. mjesto
- Čehoslovačka -  Danska 25:21

za 5. mjesto
- Jugoslavija -  Mađarska 21:19

28. srpnja 1976.
za broncu
- Poljska -  Istočna Njemačka 21:18

za zlato
- SSSR -  Rumunjska 19:15

| Zlato | Srebro | Bronca |
| --- | --- | --- |
| SSSR Oleksandr Rezanov Mykola Tomyn Serhij Kušnirjuk Jurij Lahutin Vladimir Maksimov Jurij Kidjajev Jurij Klimov Vladimir Kravcov Valerij Gassij Vasilij Iljin Mihajlo Iščenko Aleksandr Anpilogov Jevgenij Černyšev Anatolij Fedjukin | Rumunjska Constantin Tudosie Radu Voina Nicolae Munteanu Cornel Penu Werner Stöckl Roland Gunesch Gavril Kicsid Ghiţă Licu Alexandru Fölker Cristian Gaţu Mircea Grabovschi Stefan Birtalan Adrian Cosma Cezar Drăgăniṭă | Poljska Zdzisław Antczak Janusz Brzozowski Piotr Cieśla Jan Gmyrek Alfred Kałuziński Jerzy Klempel Zygfryd Kuchta Jerzy Melcer Ryszard Przybysz Henryk Rozmiarek Andrzej Sokołowski Andrzej Szymczak Mieczysław Wojczak Włodzimierz Zieliński |